# Donnay
Donnay é uma comuna francesa na região administrativa da Normandia, no departamento Calvados. Estende-se por uma área de 11,06 km². Em 2010 a comuna tinha 291 habitantes (densidade: 26,3 hab./km²).